# جه‌هیون
جونگ یون-او (کره‌ای: 정윤오؛ زادهٔ جونگ جه-هیون (کره‌ای: 정재현) در ۱۴ فوریه ۱۹۹۷) که بیشتر با نام هنری‌اش جه‌هیون (انگلیسی: Jaehyun) شناخته می‌شود، خواننده-ترانه‌سرا و بازیگر اهل کره جنوبی است. او به عنوان یکی از اعضای گروه پسرانهٔ کره جنوبی، ان‌سی‌تی و زیر گروه آن ان‌سی‌تی ۱۲۷ شناخته می‌شود. او همچنین میزبان برنامهٔ اینکیگایو از اکتبر ۲۰۱۹ تا فوریه ۲۰۲۱ بوده‌است.